# Мастенбрук
Мастенбрук (нід. Mastenbroek) — польдер і селище в нідерландській провінції Оверейсел. Його територія розділена між  муніципалітетами Звартеватерланд, Зволле і Кампен.
Його площа становить 11,40 км², а населення станом на 2021 рік складало 190 осіб.
Перша згадка про населений пункт датується 1277 роком.

## Галерея

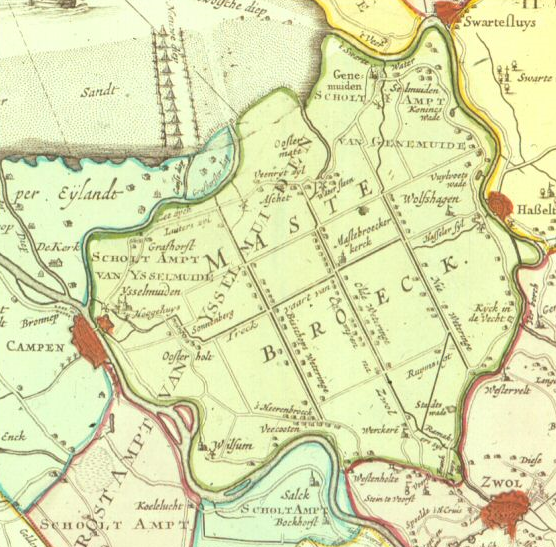
Мапа польдера Мастенбрук 1750 року.
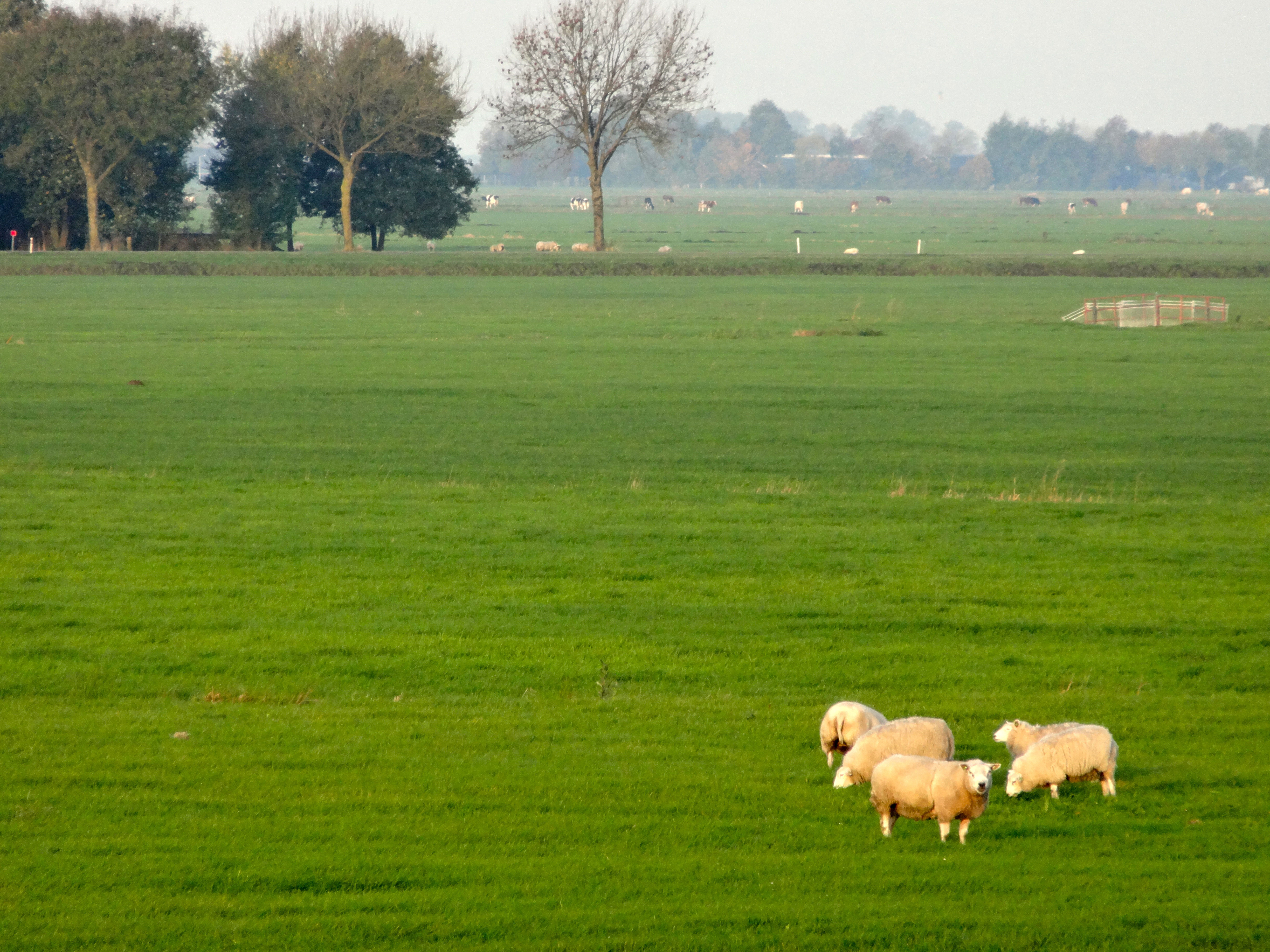
Посовище на польдері